# 海鼠的詛咒
《海鼠的詛咒》是一款由巴塞罗那的Petoons Studio开发、并由PQube发行的类银河战士恶魔城的独立游戏。该游戏于2023年4月6日发行，适用于任天堂Switch、PlayStation 4、PlayStation 5、Microsoft Windows、Xbox One和Xbox Series X/S平台。游戏的美术风格获得好评，但技术问题和游戏平衡性的问题被指为缺点。

## 游戏玩法
海盗女巫将监狱船上的所有人都变成老鼠，而玩家需根据船长的建议操控四名囚犯打败女巫因而获得赦免。本作是一款风格为手绘的类银河战士恶魔城游戏，玩家可以在2D平台上与敌人战斗。每个可玩角色都有自己独特的技能，最多可同时有四名玩家游玩。玩家可以在游戏中的特定点之间切换角色。

## 开发
《海鼠诅咒》于2020年通过众筹获得资金支持，并成为当年最成功的电子游戏之一。该游戏于2023年4月6日发布，适用于Microsoft Windows、任天堂Switch、PlayStation 4和PlayStation 5、Xbox One和Xbox Series X/S平台上。

## 评价
| 汇总媒体   | 得分   | 得分   | 得分   |
| 汇总媒体   | NS     | PS5    | PC     |
| ---------- | ------ | ------ | ------ |
| Metacritic | 61/100 | 63/100 | 60/100 |

Switch版的《海鼠诅咒》在Metacritic上总评分为61/100、而PC版则为60/100、以及PS5版为63/100，均获得“褒贬不一”的评价。
在2022年12月的预告片中，《Hardcore Gamer》表示“到目前为止，它表现出令人难以置信的潜力”，并称赞配音、动画和视觉效果。该游戏发布后，《偏锋杂志》批评游戏的幽默性，称其不好笑并认为与这款看似具有挑战性的游戏格格不入。就游戏平衡性而言，他们认为该游戏没有充分利用其概念或区分主角，导致Boss战经常太轻松，甚至其他敌人偶尔能够轻松击败主角。網站Pocket Tactics对游戏的画面表示赞赏，但游戏的难度可能会让休闲玩家失去兴趣，而Switch上的输入延迟会令专注于游戏的玩家感到沮丧。網站Nintendo World Report表示游戏“有很大潜力，但千篇一律的角色和漏洞阻碍其发展”。網站Digitally Downloaded写道，游戏的受众仅限于那些“喜欢古怪老鼠和幽默，以及具有挑战性和严苛平台游戏”理念的玩家。